# Ахмет-Закі Валіді
Ахметзакі́ Валіді́ Тога́н (башк. Әхмәтзәки Вәлиди Туған, тур. Zeki Velidi Togan), до 1938 р. — Ахмет-Закі Валіді (Валідов) (башк. Әхмәтзәки Вәлиди (Вәлидов)), 10 грудня 1890 р., село Кузяново Ільчик-Тимировської волості Стерлітамацького повіту Уфимської губернії Російської імперії, нині в Ішимбайському районі Республіки Башкортостан — 26 липня 1970 р., Стамбул, Туреччина) — політичний діяч, лідер башкирського національно-визвольного руху (в 1917—1920 рр.), публіцист, історик, сходознавець-тюрколог, доктор філософії (1935), професор, почесний доктор Манчестерського університету (1967).

## Іменування
Арабографічні праці, видані в Росії, Валіді підписував як Ахметзакі, Ахметзакі Валіді, А. Валіді. Твори, опубліковані російською, він підписував як А.-З. Валідов, Ахмет Закій Валідов. Видання, що вийшли в Європі, підписані ім'ям А. Зекі Валіді. Використовував псевдоніми Сокликайоглу, А. Т. Ках'яоглу, Сюяргул.

## Біографія

### Походження і національна належність
Ахметзакі Валіді є нащадком релігійних діячів Валідових. Найранішим предком Валіді, якого згадує сам Ахмет-Закі Валіді, є Іштуган. У Центральному державному історичному архіві Республіки Башкортостан є ряд відомостей про генеалогію Ахмет-Закі Валіді. Найбільш раннім таким документом є матеріали п'ятої ревізії (1795). Також містять генеалогічну інформацію матеріали восьмої та дев'ятої ревізії та метричні книги щодо села Кузяново за 1860 і 1890 роки. Найранішим відомим предком Валіді за цими документами є його прапрадід Таїт (Таїп) Іштуганов (1750—1837), записаний тептярем, і прабаба Гуландан Муртазіна, записана як тептярська дочка. Відомо про трьох синів Таїта: Аюпа, Халіта і Валіта (прадід Ахмет-Закі Валіді). Відомо, що у Валіта було три дружини і 11 синів. За матеріалами дев'ятої ревізії відомо, що Ахмедтан (Ахмед(т)ьян) Валітов (дід Ахмет-Закі Валіді) входить до числа членів домогосподарства свого брата Мухаметвалі Валітова, записаного тептярем. У складі домогосподарства вказана і бабка Валіді — Мухіб'ямала (Мухібямал) Вільданова. У метричній книзі села Кузяново за 1860 рік в записі про народження батька Валіді Ахмед(т)ши, Ахмед(т)ьян Валідов записаний як башкир. У метричній книзі за 1890 в записі про народження Ахмет Закі даються відомості про його батьків: батька Ахмед(т)шу, сина Ахмед(т)ьяна Валідіова та матір Уммульхаят, дочку Мухамедкафі Котлозоманову, з тептярів. У Ахмет-Закі Валіді було дві дружини. Перша дружина — Нафіса Хажімухамматівна Якшімбетова, залишилася в СРСР після еміграції Валіді, друга дружина — Назміє Унгар. Від другої дружини двоє дітей — син Субідай і дочка Ісенбіке.
Якщо говорити про національну самоідентифікацію, то в анкетному листі делегата VII Всеросійського з'їзду Рад (1919) сам Ахмет-Закі Валіді вказав, що за національністю він башкир (башкирин). У своїх «Спогадах» Валіді зазначав, що належить до башкирського роду Сукли-Кай, що входить в рід Кайли, підкреслював своє башкирська походження. Також вказував, що його предки були ногайцями, що приєдналися до юрматинських ще в часи каракитаїв (домонгольська доба). Між тим, М. М. Кульшарипов зазначає, що «Спогади» Валіді (1969) і анкетний аркуш делегата VII Всеросійського з'їзду Рад (1919) закривають дискусію про національну належність Валіді.

### Становлення
Ахметзакі Валіді народився 10 грудня 1890 року в селі Кузяново Ільчик-Тимировської волості Стерлітамацького повіту Уфимської губернії. Батьки Ахметзакі були релігійними діячами, мали відмінну освіту, володіли кількома мовами.
Батько — Ахметша Ахметьянович Валідов (19.07.1860—20.07.1937) після закінчення Стерлітамацького медресе почав служити у 2-й соборній мечеті с. Кузяново. На початку 90-х років XIX століття відкрив при мечеті медресе. Написав такі твори як «Подорож у Хіджаз», «Життя Сатлик Ули». Мав консервативні погляди і прагнув додержуватися стародавніх звичаїв.
Мати — Уммулхаят Мухаметкафіївна Валідова (1873—1946) закінчила медресе башкирського села Утяково, викладала в жіночих класах медресе чоловіка. Інтелектуальне оточення найсприятливішим чином позначилося на розвитку юного Ахметзакі. Вже з шести-семи років він почав вивчати різні мови.
З 1898 ріка Ахметзакі починає навчання у медресе батька. Тут він удосконалює свої знання з тюркських, арабської та російської мов. Мати допомагає синові освоїти перську мову.
Особлива увага приділяється вивченню російської мови. Для цього з сусіднього села Макарово, де було Макаровське російсько-башкирське училище, в якому навчали російської мови, батько Ахметзакі запрошує вчителя. Далі заняття з Ахметзакі продовжив син друга батька, Шагібек Узбеков, який підготував Ахметзакі до складання письмових іспитів. Навесні 1902 р. Ахметзакі успішно складає іспити в училище села Макарово і його радять відправити продовжувати навчання в російській школі в Стерлітамаку. Однак батьки не погодилися з цією порадою, хоча Ахметзакі мав таке бажання.
З осені 1902 р. Ахметзакі навчається в медресе рідного села матері Утяково, де керує брат його матері, Хабібназар Сатликов (Хабібназар Утяк). Дядькові вдалося відіграти значну роль у становленні юного Ахметзакі. Хабібназар Утяк здобув освіту в медресе Марджані при мечеті 1-го приходу Казані та після закінчення викладав у ньому. Був вірним послідовником свого вчителя, подорожував разом із ним. Після десятьох років життя в Казані повернувся на батьківщину. Його перу належать твори «Пояснення до фізики та метафізики Нагіма аль-Котайба», «Пояснення до „Мустафад ал-Ахбар“», «Ключі історії». Також він зробив переклад «Навадіра» тюркською. На відміну від консервативного батька Ахметзакі, дядько не цурався і світських знань, мав сучасні уявлення в царині астрономії та математики. Хабібназар Утяк ставився до племінника як до рідного сина і проводив з ним додаткові заняття. Особлива увага приділялася вивченню арабської риторики, біографій видатних учених у цій галузі.
Особливу роль відіграла присутність Валіді при бесідах його дядька з Шафік-ахуном, що листувався з відомим татарським просвітителем Марджані. Слухаючи обговорення філософських концепцій Марджані, юнак перейнявся повагою до цього вченого і в нього з'явилася мрія стати схожим на нього.
У газеті «Ідель» шакірда Хабібназара Утякі Г. Гумерова, що виходила в Астрахані, відбувся перший дебют Ахметзакі у пресі. У числах за 30 січня і 3 лютого 1908 року в ній було опубліковано статтю «„Історія“ Мурата Ефенді і видатний учений Марджані».
З осені 1908 р. Ахметзакі продовжує навчання в казанському медресе «Касимія».
З 1909 ріка Ахметзакі вже призначають викладачем історії тюрків і арабської літератури. Як підручник для викладання він починає писати свою першу велику працю, яка за його задумом повинна була носити назву «Історія тюрків». Ознайомившись із книжкою, письменник Галімджан Ібрагімов та видавець пропонували для неї інші назви: «Історія татар» або «Історія тюрків-татар». Однак ці назви не відповідали позиції Ахметзакі Валідова. У підсумку для книжки він обрав назву «Історія тюрків і татар». Вона була опублікована 1912 року у друкарні «Міллят». У 1915 році видано її перероблений варіант, який було ще раз перевидано 1917 року. Загалом задум був до кінця не реалізований. Замислювалося, що книга буде складатися з двох томів. У першому томі мала бути висвітлена історія тюркських народів від найдавніших часів до падіння Казанського ханства. У другому томі передбачалося висвітлити період від падіння Казанського ханства до сучасного автору становища тюркських народів. Одначе книжка являє собою тільки перший том. Структуру першого тому представлено п'ятьма розділами:
1. Тюркські народи в давнину.
2. Іслам і тюрки (від Тукю до Чингіза).
3. Чингісхан. Великий тюркський уряд (країна, престол у руках монголів).
4. Дешт-і-Кипчак або держава Золота орда.
5. Булгарія після татар. Казанське ханство (татари у Булгарському ханстві)[13].

Про структуру другого тому, роботу над яким Ахметзакі Валідов так і не завершив, можна судити тільки за примірним планом змісту другого тому: «Булгарська земля та її народ після захоплення Казані; початок входження тюрків під заступництво росіян; ногайські хани; заходи уряду; булгари, казанські народи (чуваші, булгари, татари, черемиси) думають про повернення незалежності, бунти, справи закінчуються невдало; Салтиков — Шереметєв — народи тікають і перебувають у бігах; входження башкирів під заступництво росіян; сибірські хани після поразки Сибірського ханства; росіяни побачили, на які безкраї землі простирається їхня держава; події між урядом і башкирами: Салават, Алдар, Хамід, Акай, мулла Батирші; Катерина; Крим; мусульмани після великих заходів імператриці; росіяни; наші російські мусульмани на тлі змін, що відбуваються; чому зникли булгари? що думають про це великі вчені; народи вбачають необхідність змін в існуванні; підготовка до нового життя; життя російських мусульман після Чингіз-хана і що думають великі вчені про ці зміни; думка російських вчених про сьогоднішнє становище тюрків взагалі». В цілому структура роботи збігається з роботою Мурата Рамзі.
Видання 1915 року мало назву «Коротка історія тюрків-татар». Це видання призначалося як навчальний посібник для шкіл. Видання 1917 р. дещо відрізнялося від попереднього — було виключено передмову і скорочено виноски.
На період життя в Казані припадають і перші спроби Валіді активно брати участь у суспільному житті. Так, відомо, що 27 січня 1913 р. він взяв участь у зборах мусульман, присвячених 300-річчю царської династії Романових, де особлива дискусія розгорнулася навколо питання про відкриття в Казані жіночої гімназії та притулку. Валіді виступив на зборах з промовою з цього приводу, обстоюючи точку зору, що створення жіночої гімназії не принесе користі, але йому не дали договорити. Загалом, думки присутніх різнилися. Багаті мусульмани і духовенство підтримували відкриття самого притулку. Були ті, що підтримували відкриття тільки жіночої гімназії і такі, що підтримували відкриття відразу двох закладів. 10 лютого 1913 р. Валіді публікує в газеті «Вакит» свою статтю «Підготовка до ювілею (лист у Казань)», де висловлює думку, що в Казані відсутня людина, здатна очолити жіночу гімназію, розробити її статут і програму, а також немає потенційних учениць, які б змогли вчитися в цьому закладі.
Виступ Валіді у пресі не пройшов непоміченим. Він привернув увагу Уфимського губернського жандармського управління. У секретному донесенні начальника Уфимського губернського жандармського управління від 25 лютого 1913 р. повідомлялося про публікацію Валіді відповідної статті в оренбурзької газеті «Вакит» і додавалася витяг з неї російською мовою. Копії цього донесення були відправлені начальникам Казанського і Пермського губернських жандармських управлінь.
Однак найбільший резонанс згадана стаття викликала у мусульманській національній пресі. Через п'ять днів після виходу статті Валіді, в газеті «Кояш» з'являється стаття «Що наробив Закі Хальфа», підписана псевдонімом «Ташмухамед», де Валіді принизливо висміяли. Під псевдонімом переховувався татарський письменник і публіцист Фатіх Амірхан. На захист Валіді в газеті «Вакит» виступили Муса Бігієв, Хусаїн Абузаров і Шакір Мухамед'яров. 5 березня 1913 р. в газеті «Кояш» Ташмухамед відповів на їхню статтю — в рубриці листів з'явилася замітка «Моя відповідь пану Мусі Бігієву і пану Шакіру Мухамед'ярову».
Велику роль у становленні молодого вченого в той час відіграв М. Ф. Катанов. 18 березня 1913 р. на засіданні Товариства археології, історії та етнографії при Казанському університеті він виступив з клопотанням про прийняття Ахметзакі в дійсні члени товариства. 23 травня 1913 р. на засіданні товариства «подаванням закритих записок» Валіді був обраний членом товариства, отримавши лише один «невиборний голос». 4 жовтня 1913 р. Валіді на засіданні Ради Товариства просить відрядити його для історико-археологічних та етнографічних досліджень у Ферганську область, мотивуючи це тим, що раніше дослідники безрезультатно шукали в Коканді стародавні бібліотеки, а він має відомості про наявність у жителя Коканду Юнус Джан-Дадха цінного зібрання рукописів. Це прохання було задоволено..
Точні дати відрядження у Ферганську область невідомі, але виходячи з наявних документів можна припустити, що вона почалася в кінці жовтня — на початку листопада 1913 р., а закінчилася у березні 1914 р. У ході відрядження Валіді відвідує міста Коканд, Маргелан, Андижан, Ташкент, Наманган, Самарканд, Бухара, Скобелєв та ін., де оглядає приватні колекції рукописів. Серед значущих знахідок — рукопис «Благодатне знання», автором якого є Юсуф Хасс-Хаджиб Баласагуні, відомий до того лише у двох списках. Новий список виявив Валіді в Намангані у бібліотеці Мухамед-ходжі-ішан Лоляріша, він найповніший. У наступному своємувідрядженні Валіді намагатиметься викупити цей рукопис, але безуспішно. Низку рукописів було придбано і в ході першого відрядження. Серед них «Книга Губайдулли» Мір Мухаммеда Аміна Бухарі, «Книга Габдулли» Хафіза бін Мухаммеда ал-Бухарі, «Прояв могутності царів» Алі бін Шихабуддина ал-Хамадані, «Історія Наршахі» Мухаммеда Наршахі ал-Булхарі, «Ясні додатки» Джамала Карші, «Історія Шаукі» Шаукі, «Сади багатства» Агахі. Також у ході відрядження зібрано відомості про економіку та історичну географію краю, етнографічний матеріал про узбеків, що вели кочовий спосіб життя. Після повернення з відрядження, 20 квітня 1914 р., Валіді представляє свою доповідь на засіданні Товариства. Виступ отримує високу оцінку та побажання «якнайшвидшого надрукування деяких зі знайдених доповідачем рукописів і російського перекладу до них, з відтворенням і докладною характеристикою мініатюр, зауваженнями лінгвістичного характеру, хронологією християнської ери і паралельними витягами з російських вістей». Пізніше Валіді вирушив у Санкт-Петербург, де виступив зі ще однією доповіддю у домівці Вільгельма Радлова (серед присутніх був В. В. Бартольд). Доповідь зацікавила присутніх науковців і Ахмет-Закі отримав пропозицію опублікувати свої матеріали в «Записках Східного відділення Імператорського російського археологічного товариства». Він пише листа в Товариство археології, історії та етнографії при Казанському університеті, де просить дозволу на публікацію свого звіту, а також клопоче про видачу субсидії на наступну поїздку в Середню Азію. Товариство на своєму засіданні 22 серпня 1914 р. розглянуло прохання Валіді, дозволило опублікувати звіт, але на прохання про відрядження відповіло відмовою з уваги на недостатність коштів.
Однак не чекаючи цього рішення, Валіді вдалося заручитися підтримкою, і за рекомендацією В. В. Бартольда, Російський комітет з вивчення Середньої і Східної Азії та Імператорська Академія наук підтримали його відрядження у Бухару. 31 травня 1914 р. Валіді виїжджає з Петрограда і 6 червня прибуває в Ташкент, на наступний день виїжджає в Наманган і Скобелєв, а 12 червня 1914 р. приїжджає у Бухару. 23 червня покидає Бухару і відправляється в Шаршауз, а потім у міста долини Сурхандар'ї (Гузар, Байсун тощо). На зворотному шляху, 16 липня 1914 р., зупиняється в Карші. Тут Валіді вдається виявити визначну знахідку. На базарі в Карші він побачив торговця, який загортав продавані ліки в аркуші якогось рукопису. Цей рукопис зацікавив Валіді і він придбав її. Рукопис виявився підрядковим перекладом Корану тюркською мовою, починаючи із сури XVIII і коментаря до неї. У першій частині рукопису, після кожної сури йшли розповіді на її сюжет. Друга частина рукопису починалася з сури XLIX, і в ній коментувалися окремі вірші. Дати складання і переписування не були вказані, імена укладача і переписувача не згадувалися. В. В. Бартольд вважав, що даний рукопис написано раніше XI століття. Пізніше, А. К. Боровков, вивчаючи цей рукопис висловить думку, що наявність в тексті термінів монгольської епохи і пізнішого часу, свідчать про те, що рукопис переписано в XV сторіччі, а вихідний текст мабуть потрібно віднести до XII—XIII століть. Однак, на думку дослідника, вихідною датою рукопису теоретично можна вважати кінець X століття, якщо припустити можливість появи тюркського перекладу з раннього перекладу тасфіра Табарі. Валіді покидає Карші 23 липня 1914 р. і повертається у Бухару. Тут він перебуває з 24 липня по 4 серпня, після чого відїжджає в Уфу. Причина від'їзду — почалася Перша світова війна. Ще в 1912 р. Валіді був зарахований в ополчення першого розряду і повинен був пройти медичний огляд. 16 серпня 1914 р. через Самарканд, Ташкент, Оренбург і Уфу Валіді прибуває у місто Стерлітамак. Всього в ході цієї поїздки за завданням Академії наук він зібрав 23 рукописи, кілька книг він придбав для себе. Крім археографічних праць він також здійснив збір фольклорних матеріалів.
Звіт про перше відрядження Валіді під назвою «Східні рукописи Ферганської області» було опубліковано в 1915 році в XXII томі «Записок Східного відділення Імператорського російського археологічного товариства». Звіт про друге відрядження під назвою «Звіт про відрядження до Бухарського ханства» було надруковано в 1916 році в XXIII томі «Записок Східного відділення Імператорського російського археологічного Товариства». Редактором цих публікацій виступав В. В. Бартольд. Також із відрядженням у Середню Азію пов'язана серія з дев'ятьох статей під назвою «Туркестанські листи». Вони публікувалися в газеті «Іль» («Країна») починаючи з 28 листопада 1913 року по 2 травня 1914 року.

### Башкирські визвольні змагання
Був членом Тимчасового центрального бюро російських мусульман. Обраний депутатом  Всеросійських Установчих Зборів від Уфимської губернії. Був депутатом Міллет Меджлісу (1917—1918).
У 1917 році, перебуваючи у складі Башкирського обласного бюро, утвореного в Москві на Всеросійському з'їзді мусульман башкирською делегацією, спільно зі Шарифом Манатовим Ахмет-Закі Ахметшахович став організатором скликання I і II Всебашкирських з'їздів (курултаїв): у липні — в Оренбурзі, у серпні — в Уфі. На них було створено Башкирське центральне шуро, що 15 листопада 1917 в Оренбурзі проголосило утворення національно-територіальної автономії Башкурдистан як частини федеративної Росії. Валідов був обраний членом Башкирського уряду і передпарламенту Башкурдистану — Малого Курултаю.
У лютому 1918 року Валіді заарештували більшовики в Оренбурзі в числі вісьмох членів Башкирського уряду, у квітні звільнився під час атаки загонів козаків і башкирів на місто.
На чолі башкирських полків приєднався до Повстання Чехословацького корпусу. Валіді став головою  Башкирської військової ради при Башкирському уряді. У міру послаблення впливу фракційного соціалістичного уряду Комітету членів Всеросійських установчих зборів (КОМУЧ), який правив тоді у Росії, влада в Сибіру перейшла до  Російського уряду О. В. Колчака, що обстоював позиції  «Єдиної, великої і неподільної Росії». Місцевий представник Колчака — отаман оренбурзького козацтва О. І. Дутов — проявив себе в очах прихильників федералізації колишньої Російської імперії як «контрреволюціонер» і «монархіст». Лідери есерів  Віктор Чернов і Вадим Чайкін спільно з командувачем Актюбінської групи козацьких військ полковником Ф. Є. Махіним і отаманом першого округу Оренбурзького війська полковником К. Л. Каргіним, які також стояли на соціалістичних позиціях, вирішили усунути Дутова. Валіді приєднався до цієї змови разом із представником Алаш-орди  Мустафою Шокаєм. Через зраду план було викрито. Валіді у своїй книжці пише, що Дутов, діставши поранення, «втік у танку» за межі міста, проте в іншому джерелі пишуть, що втікали самі змовники.
На початку 1919 року Валіді став організатором переходу башкирських військ на сторону Червоної армії, ослабивши тим самим антибільшовицький фронт Оренбурзького козачого війська. Після переходу на бік червоних Валіді вів переговори з урядом  Радянської Росії про легітимізацію Башкирської республіки як автономії. Підсумком переговорів стало підписання угоди у березні 1919 року між Башкирським урядом та центральною російською владою про радянську автономію Башкирії (Автономна Башкирська Радянська Республіка) у складі РРФСР.
А.-З. Валіді на I Всебашкирському військовому з'їзді 21 лютого 1919 був обраний членом Башкирського ревкому. З лютого 1919 по червень 1920 (з перервою) він — голова Башревкому. У червні 1920 року, вважаючи неприйнятною постанову ВЦВК і РНК РРФСР «Про державний устрій Автономної Радянської Башкирської республіки» від 19 травня 1920, разом з іншими членами ревкому пішов у відставку. Взяв участь в організації антирадянських повстань. Після їх придушення переховувався у  Хівинському ханстві і Бухарському еміраті, де майже три роки займався організацією басмацького руху у співпраці з бухарським еміром  Саїд Алім-ханом.
Влітку 1921 створив Національну Раду Туркестану і її прапор. Після низки військових невдач і ліквідації басмацтва Валіді в 1923 році емігрував. У тому самому році в бібліотеці іранського міста Мешхед знайшов  унікальний рукопис, що містить текст знаменитих «Записок» Ібн Фадлана.

### Діяльність на еміграції

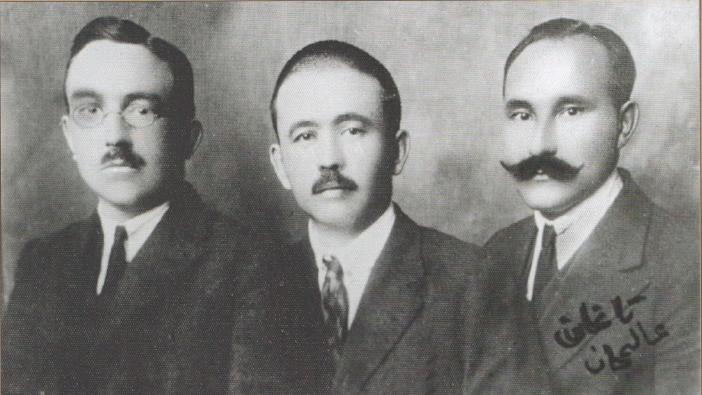
Валіді, Абдулкадир Інан, Галім'ян Гірфанович Таган. Будапешт, 1925.

1924 року переїхав у Берлін, де співпрацював із Гаязом Ісхакі.
3 червня 1925 року в турецькій «Ресмі газеті» публікується Указ Кабінету Міністрів Туреччини про надання А. Валіді турецького громадянства.
З 1925 року він — радник міністерства освіти в Анкарі, потім викладач, професор Стамбульського університету. Читав лекції у Стамбульському університеті, брав участь у відродженні Туркестанського національного об'єднання «Джаміат» і видавав газету «Туркестан», в якій відстоював свою ідею про об'єднання всіх мусульман навколо Туреччини.
1927 року з давнім знайомим Мустафою Шокаєм організував у Стамбулі журнал «Жана (Новий) Туркестан» (1927—1931) — політичний орган Національного захисту Туркестану.
1935 року закінчив Віденський університет, захистив докторську дисертацію з теми «Подорож Ібн Фадлана до північних болгар, тюрків і хозар». У червні того самого року отримав запрошення на роботу у Бонн викладачем Боннського університету. Зимовий семестр (1938—1939 рр.) працював у Геттінгенському університеті, одному з найбільших і найстаріших університетів Нижньої Саксонії.
1 вересня 1939 року Ахметзакі Валіді Тоган покинув Німеччину і повернувся в Туреччину, поновивши свою роботу в  Стамбульському університеті.
Під час Другої світової війни Ахметзакі Валіді Тоган створив таємне товариство пантураністів. Коли результат Другої світової війни став очевидним, турецька влада вирішила обмежити публічну діяльність цього товариства. У травні 1944 року в Стамбулі і Анкарі пройшли антикомуністичні демонстрації студентів, після яких влада почала арешт тураністів. У пресі було оголошено про існування секретної організації тураністів і про їх арешт. Був заарештований і Валіді за звинуваченням у «пантюркській діяльності проти Рад на території Туреччини». Засуджений до 10 років  тюремного ув'язнення, але військово-касаційний суд змінив вирок, і після 17 місяців ув'язнення Валіді було звільнено.
1946 року випустив книгу «Вступ до загальної історії тюрків» («Urnumi turk tarihine giris»), а наступного року — «Сучасний Туркестан і його недавнє минуле».
З 1948 по 1970 рік продовжив викладати історію тюрків в університеті Стамбула.
У липні 1951 року в Стамбулі під головуванням Ахметзакі Валіді Тогана проходив ХХІ Міжнародний конгрес сходознавців.
У 1953 році заснував Інститут ісламських досліджень і був призначений його директором.
27 червня 1967 року Манчестерський університет (Англія) присвоїв Ахметзакі Валіді Тогану звання почесного доктора (лат. Honoris causa).
У 1957 році читав лекції в США, а в 1958 році відвідав Іран, Пакистан, Індію, де зустрічався з  Джавахарлалом Неру,  Мохаммедом Реза Пехлеві та ін.
Організатор і член багатьох наукових товариств: заснував Турецьку асоціацію сходознавства, обирався членом німецького товариства з вивчення східних країн,  Австралійського наукового товариства, фінно-угорського наукового товариства у  Фінляндії,  Австрійського  товариства досліджень Сходу імені Гаммера-Пургшталя. Удостоєний золотої медалі 1-го ступеня Міністерства освіти Ірану.
Автор праць з історії тюркських народів. Опублікував близько 400 робіт 11-ма мовами.
Ахметзакі Валіді Тоган помер 26 липня 1970 року в Туреччині. Похований на кладовищі «Караджаахмет» в Стамбулі, де на його могильній плиті викарбувано: «Сім'я Тогана, Благословення духу Орд. проф. д-ра А.-Закі Валіді Тогана, сина Кузяновського башкира Ахметшаха. 1890—1970».

## Вшанування пам'яті

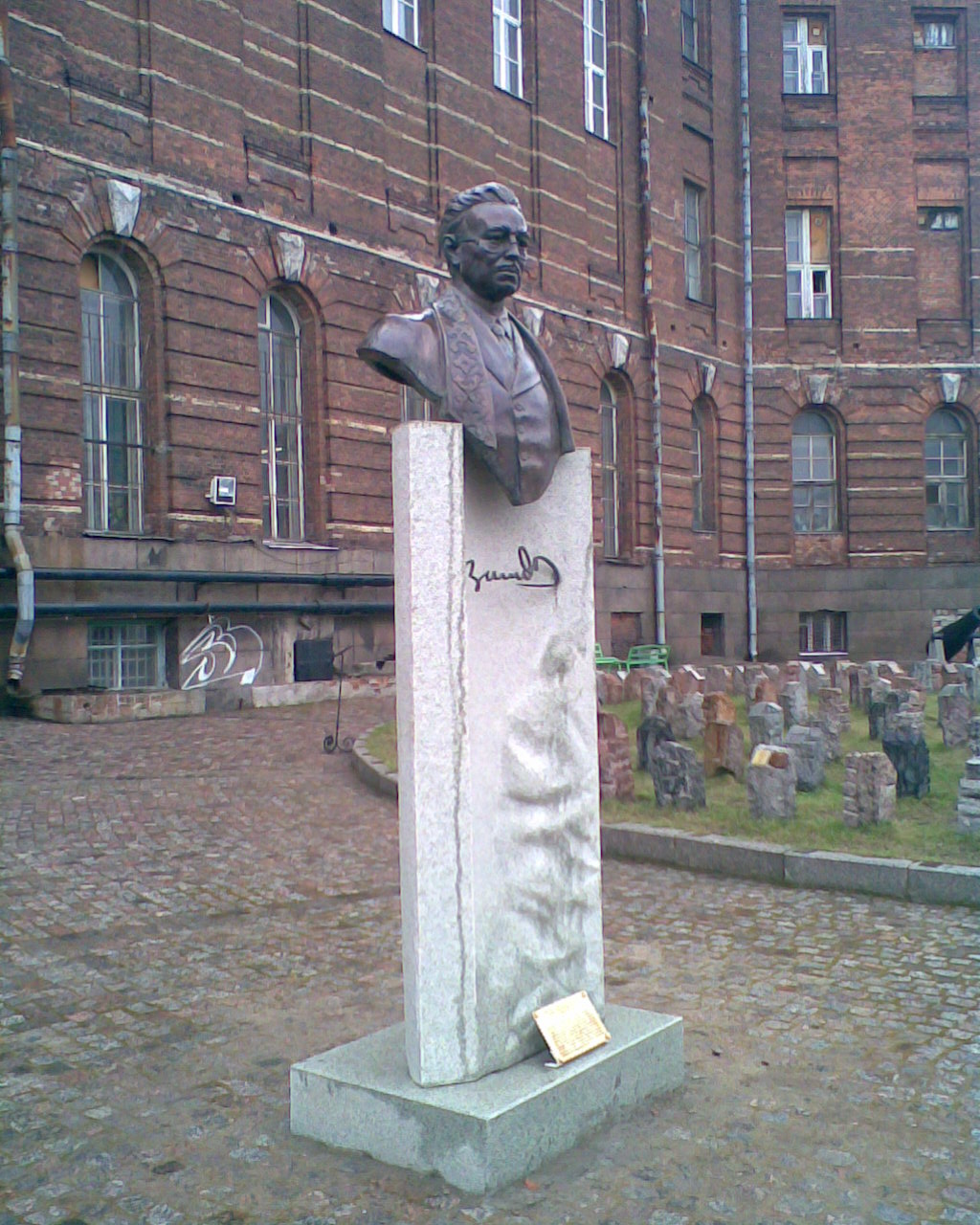
Пам'ятник Ахмет-Закі Валіді в Санкт-Петербурзі

- У Башкортостані засновано громадську премію імені Ахметзакі Валіді Тогана.
- 23 липня 1992 року Національній бібліотеці Башкортостану було присвоєно ім'я Ахмет-Закі Валіді.
- У місті Ішимбай його ім'ям названо бульвар, Башкирську республіканську гімназію-інтернат № 2, сквер і монумент.
- У містах Санкт-Петербург[33], Ішимбай, Сібай встановлено пам'ятники.
- У Стерлітамаці встановлено пам'ятну дошку на фасаді будівлі УСЗН по м. Стерлітамак, де в 1919—1922 рр. розміщувався Башкирський уряд.
- 2008 року ім'ям Закі Валіді було названо вулицю в Уфі, перейменувавши таким чином вулицю Фрунзе.
- У зв'язку з 120-річчям від дня його народження Міжнародна організація тюркської культури (ТюрКСОЙ) оголосила 2010-й рік роком Ахмет-Закі Валіді[34].
- 26 серпня 2010 в районі Кечиорен столиці Туреччини Анкари було відкрито парк імені Ахмет-Закі Валіді[35][36].
- 15 лютого 2010 відкрито меморіальну дошку в Уфі[37].
- 2010 року засновано пам'ятну медаль «Ахмет-Закі Валіді Тоган» — громадську нагороду Академії наук Республіки Башкортостан.[38]
- У 1992 році вийшов документальний біографічний фільм «Закі Валіді Тоган» (в-во: кіностудія «Башкортостан», сценарист Газім Газізович Шафиков, реж. Амір Габдульманович Абдразаков, оператор І. Х. Галіулліна)